# Barbara Karinska
Varvara Jmoudsky, hay còn được biết đến với cái tên Barbara Karinska hay đơn giản là Karinska (3 tháng 10 năm 1886 - 18 tháng 10 năm 1983), là người thiết kế phục trang trong lĩnh vực điện ảnh, múa ba lê, nhạc kịch, sân khấu kịch, opera trữ tình và các vở kịch trên băng từng đoạt giải Oscar người Ukraina.
Cùng với Dorothy Jeakins, bà đã giành được giải Oscar năm 1948 cho hạng mục thiết kế phục trang cho phim màu (năm đầu tiên mà hạng mục thiết kế phục trang được chia thành phim đen trắng và phim màu) cho Joan of Arc, và được đề cử năm 1952 cho vở nhạc kịch Hans Christian Andersen của Samuel Goldwyn với sự tham gia của Danny Kaye. Bà là nhà thiết kế phục trang đầu tiên giành được Giải thưởng Khiêu vũ Capezio vào năm 1962 cho trang phục "mang lại vẻ đẹp thị giác cho người xem và sự thích thú hoàn toàn cho vũ công".

## Tiểu sử

### Thời thơ ấu (Từ hồi ký của Lawrence Vlady)
Barbara Karinska tên khai sinh là Varvara Andriivna Jmudska (tiếng Ukraina: Варвара Андріївна Жмудськa) vào năm 1886, tại thành phố Kharkiv, Đế quốc Nga (nay thuộc Ukraina). Bà đã được rửa tội trong Nhà thờ Chính thống. Cha bà là một người bán buôn mặt hàng bông giàu có đồng thời là một nhà từ thiện. Bà là người con thứ ba và là người chị lớn tuổi nhất trong số mười anh chị em nhà Jmoudsky. Karinska đã học thêu theo kiểu thời Victoria từ khi còn nhỏ từ các gia sư người Đức và Thụy Sĩ. Bà học luật tại Đại học Hoàng gia Kharkov, và vào năm 1907, bà đã kết hôn với Alexander Moiseenko, con trai của một thương gia giàu có khác ở Kharkiv. Moiseenko qua đời năm 1909 vài tháng trước khi bà sinh con gái Irina. Năm 1910, anh trai của Varvara là Anatoly, chủ sở hữu tờ báo xã hội chủ nghĩa ôn hòa ở Kharkiv mang tên UTRO (Buổi sáng), đã thực hiện thủ tục ly hôn, dẫn tới việc Varvara giành được quyền nuôi người con trai hai tuổi Vladimir Anatolevich Jmoudsky của Anatoly tức là cháu trai của bà. Vladimir và Irina được nuôi dạy như hai anh em ruột.

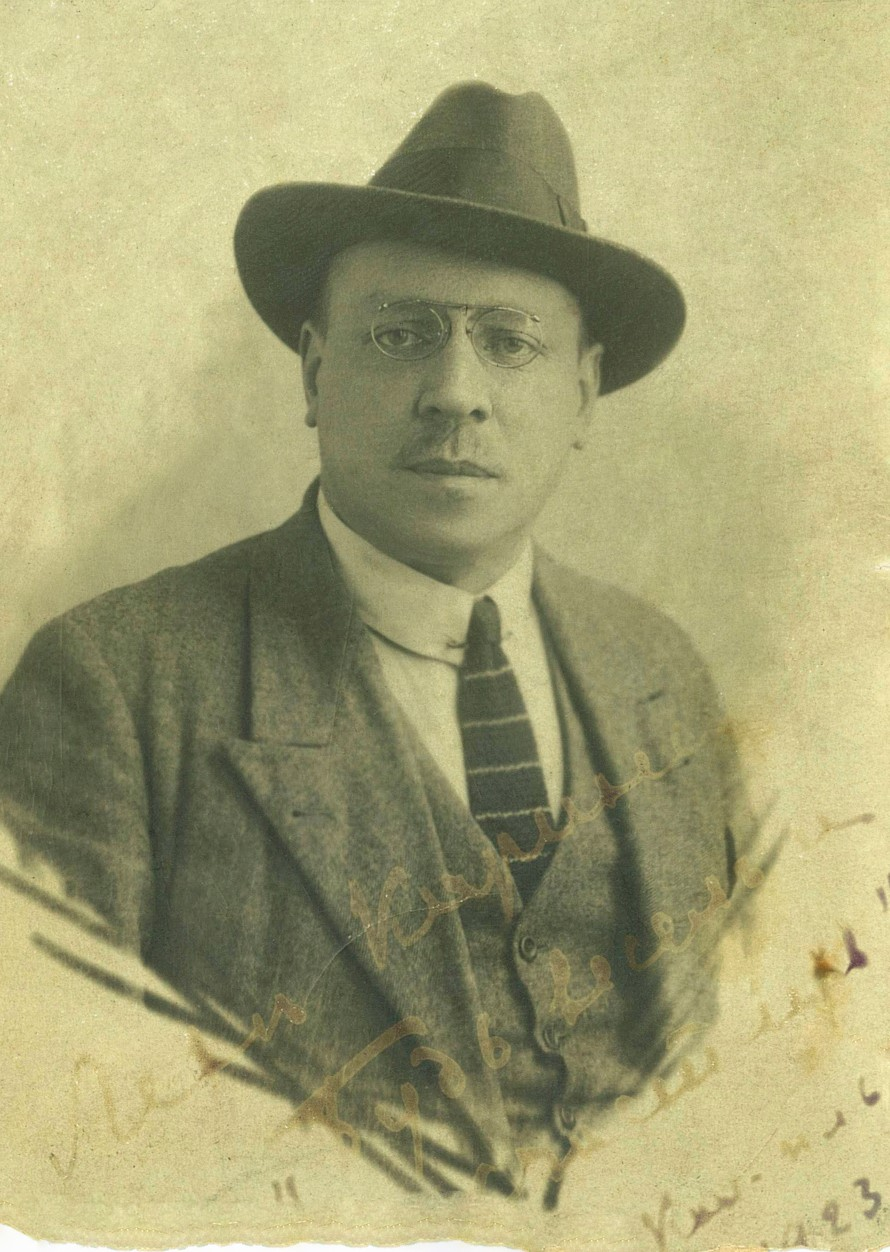
N. S. Karinsky năm 1923

Varvara tái hôn với một luật sư nổi tiếng, N. S. Karinsky (1873–1948), đến từ Moscow, cư trú tại Kharkiv. Khi công việc luật sư của ông đang phát triển, gia đình bốn người Karinsky chuyển đến Moscow vào năm 1916, đến một căn hộ rộng rãi mà Varvara đã mua. Karinsky tiếp tục hành nghề luật hình sự và chính trị, đồng thời đạt được danh tiếng và uy tín trên khắp Đế quốc Nga. Trong khi đó, Varvara hoàn toàn say mê với nghệ thuật và tổ chức salon nổi tiếng của mình mỗi tối sau khi xem kịch hoặc múa ba lê. Bà đã phát triển hình thức hội họa của riêng mình bằng cách áp dụng những mảnh vải lụa màu vào các bức ảnh và bản vẽ. Chủ đề đầu tiên của bà là cảnh múa ba lê. Sau nhiều lần xé nát và làm lại, bà đã trưng bày khoảng 12 tác phẩm của mình trong một phòng trưng bày nổi tiếng ở Moscow và khá thành công cả về mặt tài chính lẫn phê bình.

### Cuộc sống ở Paris

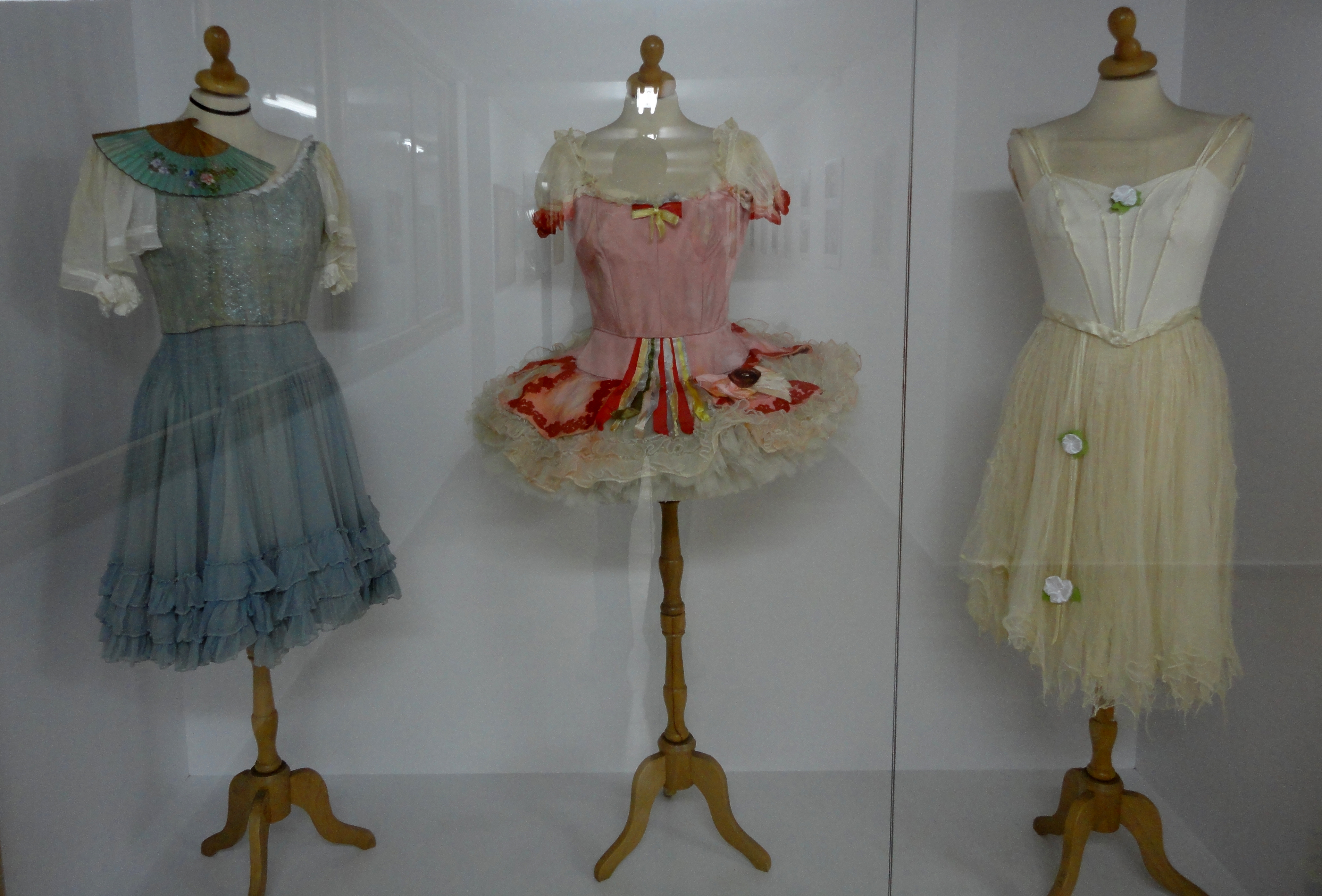
Các trang phục do Barbara Karinska tạo ra choBallet Russe de Monte Carlo: từ bên trái – Coppelia (màn 2), Coppelia (màn 1), và Giselle (màn 2). Trưng bày tại Beit Ariela, Tel Aviv-Yafo.

Sau hai năm sống xa hoa ở Paris, tất cả tài sản mang theo từ quê hương đã hết. Gia đình bà buộc phải chuyển đến một khu phố nổi tiếng của Paris và Karinska tìm kiếm mọi loại công việc bằng kỹ năng may vá và thêu thùa của mình. Không lâu sau đó, bà may bộ trang phục đầu tiên của mình; một chiếc áo choàng thêu công phu do Boris Bilinsky thiết kế cho bộ phim điện ảnh năm 1927 The Loves of Casanova. Tiếp theo là những đơn đặt hàng đơn lẻ và sau đó là những đơn đặt hàng ngày càng lớn hơn. Một công ty múa ba lê mới thành lập, Ballet Russe de Monte Carlo, do Đại tá de Basil và René Blum chỉ đạo đã đề nghị bà may trang phục cho mùa đầu tiên của họ. Trang phục được thiết kế bởi Christian Bérard, André Derain và Joan Miró, và phần biên đạo được thực hiện bởi George Balanchine và Leonide Massine, cả hai đều là biên đạo múa mà bà đã từng làm việc trước đây. Bérard, Derain và Miró sẽ đưa ra một bản phác thảo chung, một ý tưởng, nhưng Karinska mới là người giải thích ý tưởng này, sửa đổi nó, chọn vải, chất lượng và số lượng, đồng thời quyết định cách thức thực hiện ý tưởng này. Trong sự nghiệp ngắn ngủi của Karinska ở Paris, bà cũng cộng tác với Balthus, Cassandre, Soudeikine, và Vertès, cũng như các họa sĩ và nhà thiết kế khác. Bà cũng lên trang phục cho các vở kịch của Jean Cocteau và Louis Jouvet. Năm 1933, Karinska thiết kế trang phục cho Les Ballets 1933 (do Bèrard, Derain và Tchelitchev cùng những người khác thiết kế), sáu vở ballet của Balanchine ở Paris trước khi ông rời New York.

### Cuộc sống ở Luân Đôn

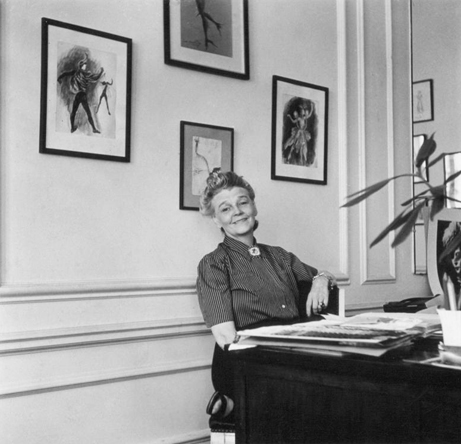
Barbara Karinska tại Studio ở London của bà, năm 1939

Năm 1936, vì nhiều lý do mà Karinska đưa ra quyết định rời Paris. Con gái của bà vẫn ở lại và công việc kinh doanh được mở lại với cái tên "Irène Karinska". Được tài trợ bởi Mme. Hayward Court Dressmaker, Barbara Karinska và Vladimir định cư ở London. Mối quan hệ hợp tác này chỉ tồn tại trong một thời gian ngắn và sau lần hợp tác ngắn ngủi thứ hai với một hãng may mặc uy tín khác ở London, Karinska và Vladimir đã thuê Sir Joshua Reynolds House, tại đây mỗi người ở một tầng phía trên trong khi các tầng dưới rộng rãi trở thành nơi may trang phục.
Những năm ở London phát đạt hơn nhiều so với Paris. Họ thiết kế trang phục múa ba lê, nhạc kịch, Shakespeare và điện ảnh trong khi vẫn tham gia cùng với Louis Jouvet ở Paris. Cùng với Bérard, Karinska và Vladimir đã thử nghiệm rất thành công với những vật liệu mới chưa từng được sử dụng trong rạp hát. Tại đây Karinska bắt đầu mối quan hệ hợp tác lâu dài với Cecil Beaton.
Karinska xuất hiện ở New York vào đầu năm 1939 và nhanh chóng tiếp tục công việc đã bắt đầu ở London với buổi biểu diễn Ballets Russes de Monte Carlo ở New York do Serge Denham đạo diễn. Denham đã giúp bà nhập cư và cung cấp không gian làm việc nơi bà bắt đầu sự nghiệp ở Mỹ với "Ghost Town" của BRMC, với trang phục được thiết kế bởi Raoul Pêne de Bois và "Venusberg" của Salvador Dalí từ "Tannheuser" — cả hai được trình diễn tại New York vào mùa thu năm 1939.

### Qua đời
Karinska mất ngày 18 tháng 10 năm 1983, hai tuần sau sinh nhật lần thứ 97 của bà, nhưng là sáu năm sau cơn đột quỵ khiến bà không thể nói hoặc cử động.

## Tôn vinh

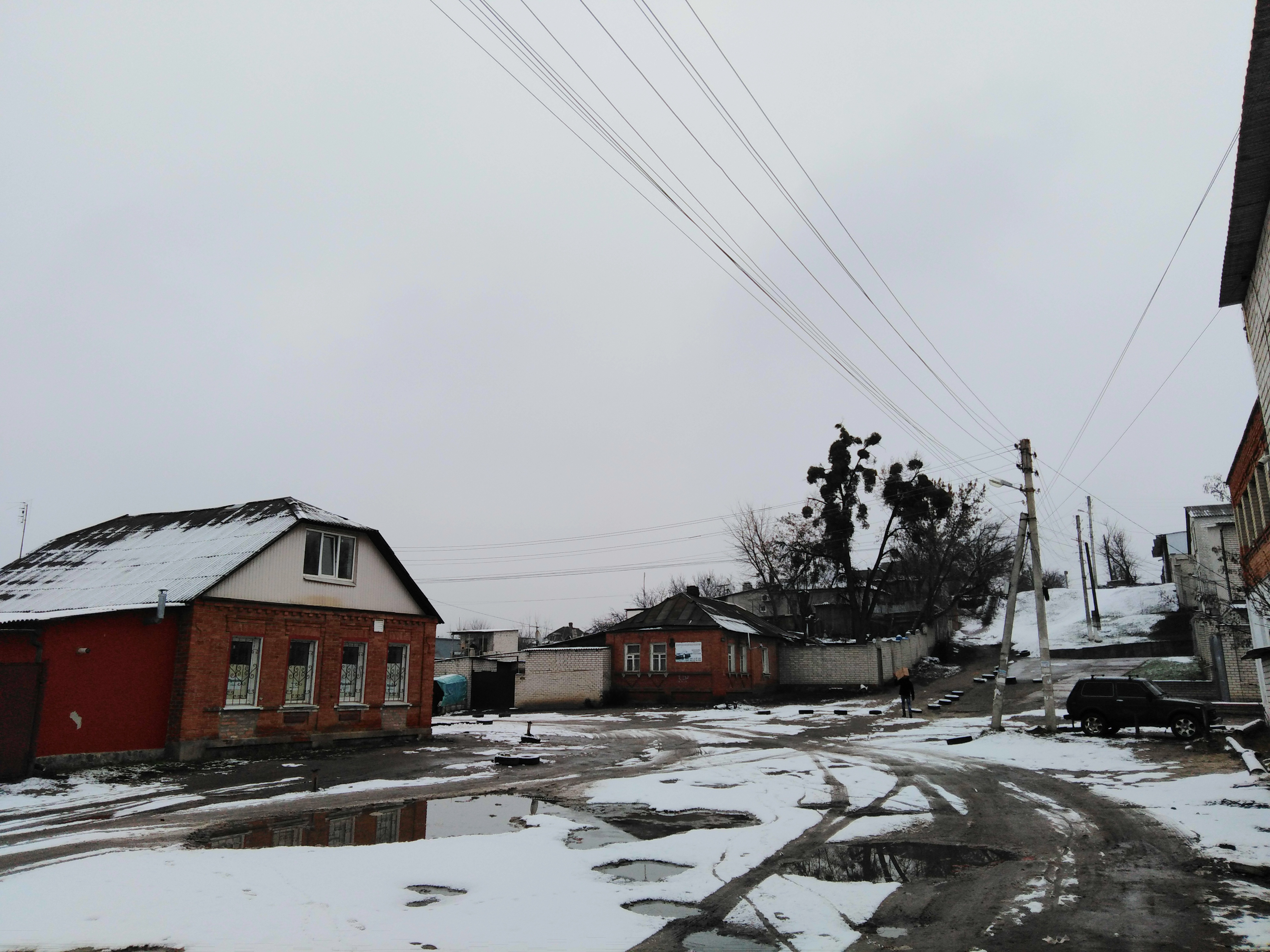
Đường Barbara Karinska, Kharkiv (Ukraina)

- Năm 1995, Thư viện Công cộng New York đã tổ chức một cuộc triển lãm các tác phẩm của Balanchine và Karinska trong vở Kẹp hạt dẻ, hiện có thể xem trực tuyến.[9]
- Năm 1999, Karinska được xuất hiện trong Đại sảnh Danh vọng Ông bà Cornelius Vanderbilt Whitney của Bảo tàng Khiêu vũ Quốc gia.
- Năm 2015, thành phố Kharkiv (Ukraina) đặt tên đường Barbara Karinska thuộc quận Kyivskyi (trước đây được đặt theo tên của Marcel Cachin).